# Попов, Алексей Алексеевич (протоиерей)

Памятник Попову А.А. на лальском кладбище

Алексей Алексеевич Попов  у думских журналистов Попов 1-й (5 мая 1841 д. Нижняя Ерга?, Устюжский уезд, Вологодская губерния — 11 марта 1921 п. Лальск) — протоиерей, член III Государственной думы.

## Биография
Родился в семье приходского дьячка — Алексея Андреевича Попова. В 1849—1856 учился в Устюжском духовном училище, в том же году поступил в Вологодскую духовную семинарию, которую окончил в 1862. Тогда же стал участником нелегального кружка, организованного в Вологде в 1862 г. А. И. Румянцевым. За что попал под следствие, но был оправдан.
10 февраля 1863 года Попов был посвящён в сан диакона, а 17 февраля — в сан священника, в коем и служил в Ерогородской Успенской церкви неподалёку от Великого Устюга. Позже он стал благочинным в том же уезде, а 30 августа 1887 г. был возведен в должность протоиерея и назначен настоятелем Лальского Воскресенского собора Вологодской епархии.
19 октября 1907 избран в Государственную думу III созыва от общего состава выборщиков Вологодского губернского избирательного собрания. Вошёл в состав фракции Правых. Состоял в думских комиссиях по делам православной церкви и по направлению законодательных предположений.
26 марта 1914 г. по прошению был уволен от должности настоятеля Лальского Воскресенского собора.
Свою жизнь описал в мемуарах под названием: «Воспоминания причетнического сына».
Похоронен на лальском кладбище, историческое захоронение № 68.

## Награды
- Орден Святой Анны 3-й степени (1897)
- Орден Святой Анны 2-й степени (1902)
- Орден Святого Владимира 4-й степени (1911)

## Семья
Был женат на Евдокии Николаевне (1845 — не ранее 1921), дочери священника Кирилловской Большеельминской церкви Вологодского уезда Николая Веселовского.
Дети:
- Сергей
- Александр (1866 — ??)
- Августа (1868 — ??), в замужестве Яхлакова
- Геннадий (1869 — ??)
- Аркадий (1872 — ??)
- Ливерий (22 мая 1877 — 28 августа 1943)[4][5][6]
- Николай (1882 — ??)
- Владимир (1887 — ??)
- Александра (1889 — ??), в замужестве Колпакова.

### Архивы
- Летопись Лальского Воскресенского собора. ГАКО. Ф. 1310. Оп. 1. Едд. хр. 31